# فلیکس دراهوتا
فلیکس دراهوتا (انگلیسی: Felix Drahotta؛ زادهٔ ۱ january ۱۹۸۹ (۳۶ سال)) ورزشکار روئینگ اهل آلمان است.
وی در مسابقات کشوری و بین‌المللی در مجموع برندهٔ ۴ مدال طلا، ۴ مدال نقره شده‌است.